# 1934 v dopravě
Tento článek obsahuje seznam událostí souvisejících s dopravou, které proběhly roku 1934.

## Události
- 22. ledna 1934

 Trolejbusová doprava v Sydney začíná sloužit veřejnosti.
- 29. března

 Zahájen provoz elektrické tramvaje na Vítkovické závodní dráze (viz Tramvajová doprava v Ostravě), v souvislosti s tímto byl ukončen provoz osobní dopravy parní trakcí
- 4. srpna 1934

 V Porthsmouthu byla otevřena trolejbusová síť.

## Neurčené datum
V Kodani byl slavnostně otevřen první úsek příměstské železnice známé pod názvem S-Tog.